# Затьмачье

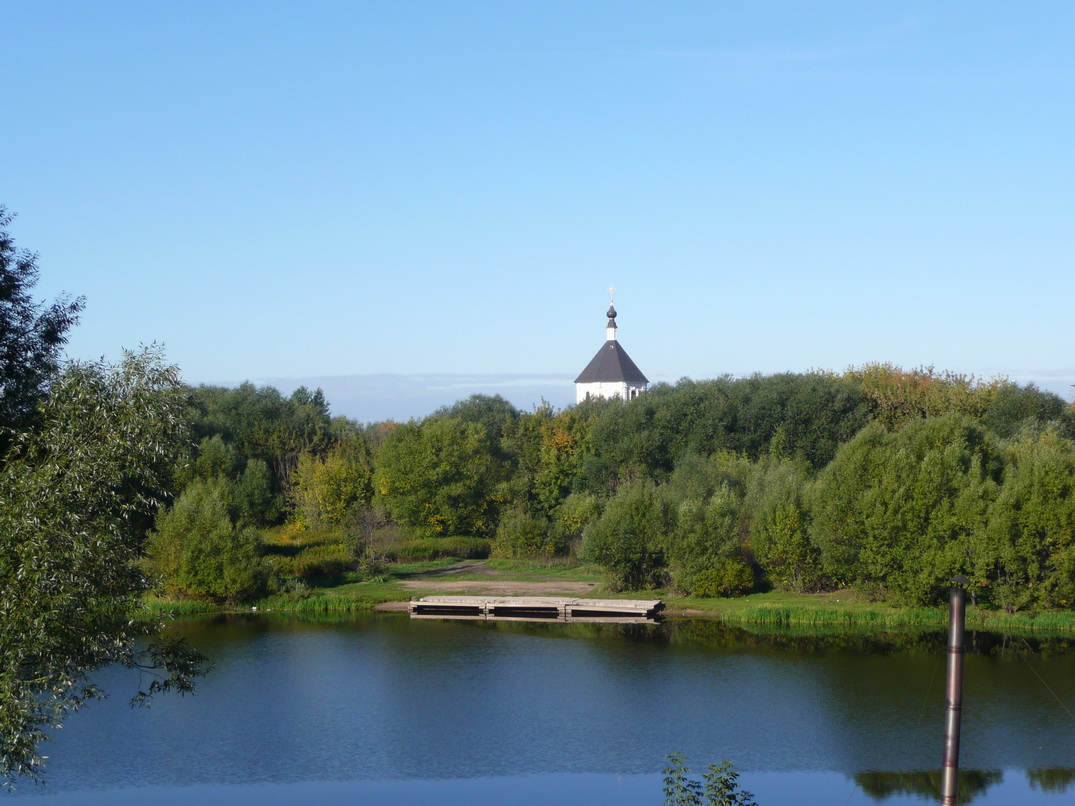
Берега Тьмаки утопают в зелени

Затьмачье — исторический район Твери, расположенный по левую сторону от реки Тьмаки. Историческое наименование — Затьмацкий посад.

## История
Исторически сложилось так, что первая крепость — деревянный Тверской кремль был построен на правом берегу Тьмаки у её впадения в Волгу, там где сейчас находится стадион «Химик». Левобережная территория, отгороженная рекой Тьмакой от кремля и исторического центра города, была заселена значительно позднее. Затьмацкий и другие посады Твери возникли в окрестностях Тверского кремля в XIV—XV веке. Затьмацкий посад был ограничен на севере — правым берегом Волги, на востоке и на юге — левым берегом Тьмаки, северо-западная граница находилась в районе церкви Иоанна Предтечи, а примерная площадь составляла 198 гектаров. Летописи упоминают пожар 1483 года, в которых сгорело около 40 дворов и келей.
В 1777 году был принят план, по которому Затьмачье было перестроено.
В 1860-е годы на средства городского головы и бывшего купца А. Ф. Головинского был построен Головинский Вал — земляная насыпь, защищавшая территорию от наводнений, а в 1870-е купцы Василий и Гаврила Аваевы построили в Затьмачье Аваевскую больницу, а в ней — Домовую церковь во имя Божьей Матери Всех скорбящих Радости.

## Современность
Микрорайон Затьмачье иногда упоминается и в современных официальных документах как часть Центрального района Твери. Микрорайон застроен преимущественно деревянными малоэтажными домами и не производит впечатления центра города. 

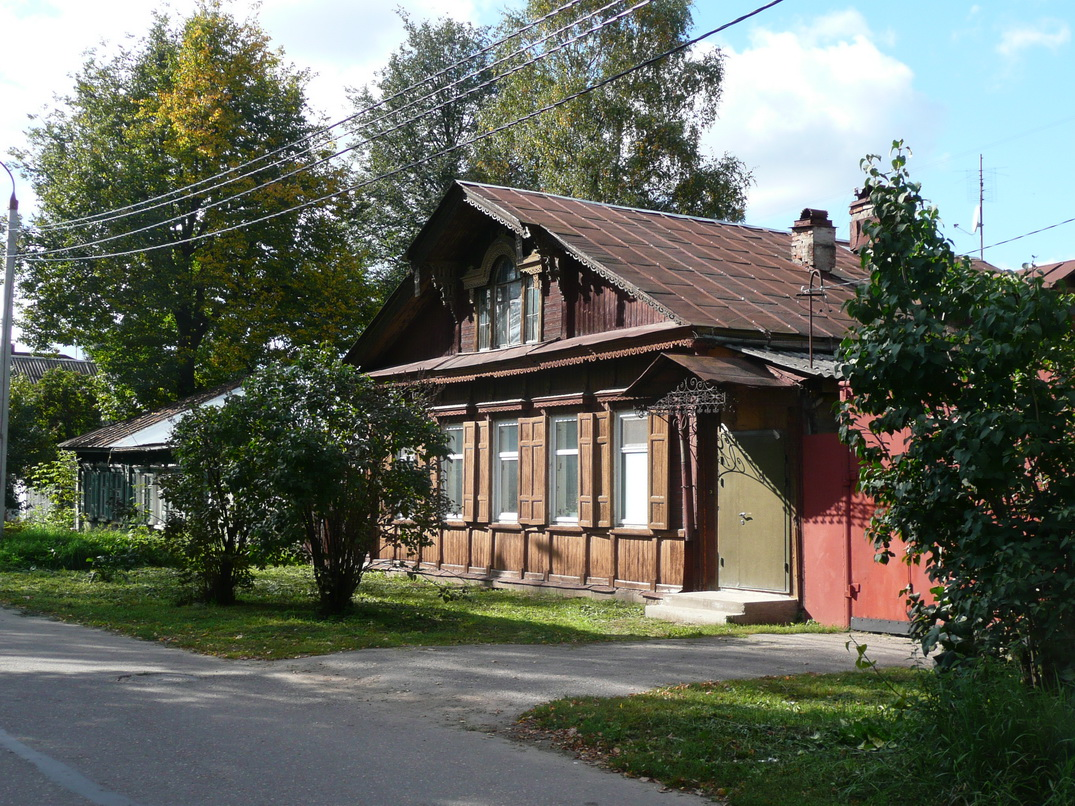
Типичная для Затьмачья деревянная застройка

Достопримечательности и памятники Затьмачья:
- Собор Белая Троица 1564 г. — старейшее сохранившиеся здание в Твери
- Покровская церковь на Набережной реки Тьмаки
- Домовая церковь во имя Божьей Матери Всех скорбящих Радости
- Дом Чаплина
- Храм Николая Чудотворца
- Головинская колонна
- Обелиск Победы
- Памятник И. А. Крылову

На территории Затьмачья находятся также Центральный рынок, универмаг «Тверь», Дворец спорта, Центральный стадион, больницы, а также офисы энергетических и жилищно-коммунальных организаций.